# Highlander: The Source
Highlander: The Source è un film del 2007 diretto da Brett Leonard.
Pellicola direct-to-video, è il quinto titolo della saga fantastica di Highlander.
Adrian Paul reinterpreta il suo ruolo di Duncan MacLeod come nella serie televisiva e come nel precedente capitolo Highlander: Endgame. Highlander: The Source è inoltre il primo film della saga di Highlander in cui non compare il protagonista originale della saga, Connor MacLeod (Christopher Lambert), in quanto morto nel capitolo precedente.

## Trama
Europa orientale, futuro non precisato. Adesso sulla Terra la noia, il conformismo, la violenza e la fame la fanno da padroni. Un gruppo di Immortali va alla ricerca della misteriosa "Sorgente" (il Sacro Graal degli Immortali), l'origine del potere Immortale. Duncan MacLeod sembra essere infelice della sua vita eterna, perché a causa della sua immortalità e l'impossibilità di non potere darle un figlio, Anna Teshemka, la sua seconda moglie lo ha lasciato. 
Un membro del gruppo di Immortali, Zai Jie, accede a una torre per telecomunicazioni est-europea e contatta i suoi soci per dar loro la posizione della "Sorgente". Il Guardiano della Sorgente, che è dotato di velocità soprannaturale, lo affronta e lo decapita. Reggie, un altro membro del gruppo, scopre che i pianeti si stanno muovendo sulle loro orbite verso un allineamento cosmico.
L'ex Osservatore degli Immortali Joe Dawson viene chiamato da un membro del gruppo, Methos, per trovare il loro amico comune Duncan. Joe trova MacLeod che combatte contro il Guardiano, gli spara, lo carica sulla sua jeep e lo porta via. Essi si reincontrano con gli altri in un monastero per incontrare un antico essere conosciuto come l'Anziano per poter localizzare la "Sorgente".
Al monastero, essi incontrano Anna, che sta avendo visioni. L’Anziano li incontra tutti insieme e dice loro come, nella storia antica, un altro gruppo di Immortali vide la "Sorgente". Dopo aver sconfitto il Guardiano, i due Immortali furono maledetti, uno di essi dovette diventare il nuovo Guardiano, e l'altro l'Anziano. Quest'ultimo dice loro di seguire Anna che conosce la strada. Lei, in cambio, riceve visioni dell’Anziano. Nel frattempo, il Guardiano arriva ed attacca Reggie e Joe Dawson su terra consacrata. Nel tentativo di salvare Dawson, Duncan tira la sua katana verso il Guardiano, ferendolo temporaneamente. Il Guardiano rimuove la spada dal suo collo e la rompe prima di uccidere Joe con la spada rotta e scappa. Dopo aver sepolto Joe, essi lasciano il luogo per trovare la "Sorgente" e apprendono che si trova su un'isola all'interno di un lago nell'Europa dell'Est.
Avvicinandosi all'isola, il capitano della barca comunica loro che i "Maniaci", una gang di cannibali, comandano sull'isola. In seguito vengono rapiti dai cannibali.
Mentre i cannibali sono ubriachi e distratti a causa del loro stesso rumore il Guardiano rapisce Anna e la costringe ad accompagnarlo fino alla misteriosa "Sorgente". Intanto Giovanni, un immortale del gruppo ne approfitta, rubando una spada, ed abbandona gli altri Immortali, cercando di raggiungere la "Sorgente".
Duncan cercherà di impedire la fuga di Giovanni mentre scappa dal gruppo e cercherà di salvarlo ma verrà fermato da Methos all'ultimo momento convincendo Duncan, per via della sua "natura incorruttibile" di proseguire alla "Sorgente", credendo che esso sia l'Eletto.
E così Duncan fugge dal gruppo di cannibali, cavalcando un cavallo per inseguire Anna e raggiungere la "Sorgente". Intanto Giovanni, fuggito mentre Duncan voleva fermarlo, si ritrova davanti una luce credendo erroneamente di avere trovato la fonte dell'immortalità ma viene ucciso e decapitato dal Guardiano.
Duncan trova Anna in una radura da un pozzo di sabbia illuminata dalla luce delle stelle. La convergenza cosmica sta accadendo direttamente su di loro; poco dopo appare il Guardiano per iniziare il duello contro Duncan.
Duncan MacLeod, mentre si svolge la convergenza cosmica, intuisce di avere la stessa velocità e potenza del Guardiano e quindi riesce a superarlo per raggiungere Anna ma all'improvviso una barriera di energia sembra sbarrargli la strada.
Dopo continui combattimenti, il Guardiano rimane intrappolato con il torace sepolto nel fango e quindi viene sconfitto; il Guardiano, essendo impossibilitato a sconfiggere l'immortale chiede a Duncan di decapitarlo ma quest'ultimo si rifiuta e il Guardiano svanisce in un lampo di luce gridandogli che egli sia "maledetto per sempre". Duncan si affretta ad entrare nella "Sorgente", prima che svanisca l'allineamento cosmico e, grazie al suo cuore puro raggiungerà la "Sorgente" insieme ad Anna (ora incinta del suo primogenito).
Adesso Duncan ha la possibilità di vivere una vita normale insieme alla donna che ama, la possibilità di avere altri figli, e aiutare molta gente importante come: presidenti e scienziati.

## Distribuzione
Highlander: The Source è il primo titolo della saga di Highlander a non essere stato distribuito nelle sale cinematografiche. È stato infatti distribuito direct-to-video inizialmente in DVD in Russia (6 febbraio 2007), Polonia (19 marzo 2007), Brasile (28 marzo 2007), Paesi Bassi (14 agosto 2007), Regno Unito (19 agosto 2007), Portogallo (13 settembre 2007), per essere poi trasmesso la prima volta sul canale Sci-Fi Channel il 15 settembre del 2007.